# Pomoranen
Die erstmals Ende des 10. Jahrhunderts genannten Pomoranen waren ein westslawischer Stamm, der an der Ostseeküste im späteren Hinterpommern im Norden des heutigen Polens siedelte.

## Siedlungsgebiet
Das Gebiet der Pomoranen erstreckte sich im 10. Jahrhundert entlang der Ostseeküste zwischen der Oder im Westen, der Weichsel im Osten und der Netze im Süden.

## Name
Der Name leitet sich wahrscheinlich von slawisch po more = am Meer her.

## 7. – 10. Jahrhundert
Ungefähr seit Beginn des 7. Jahrhunderts wanderten westslawische Stämme entlang von Weichsel und Oder an die südliche Ostseeküste.
In diesem Gebiet bestanden wichtige Siedlungen von Wikingern und Dänen wie der große Handelsplatz Jomsburg an der Odermündung und das Gebiet von Danzig an der Weichselmündung. sowie möglicherweise Siedlungsgebiete einer baltischen Bevölkerung zwischen Persante und Weichsel.

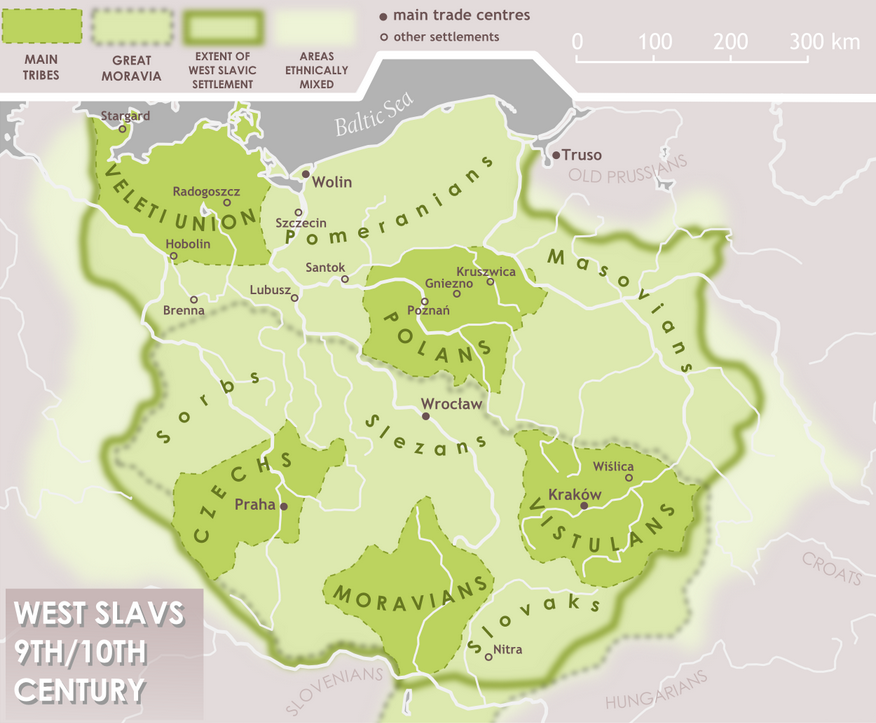
Die einzelnen westslavischen Ethnien und ihr Verbreitungsgebiet zwischen dem 9. und 10. Jahrhundert.

Namen von frühen slawischen Stämmen konnten diesem Gebiet bisher nicht zugeordnet werden.
Die Nestorchronik schreibt ohne Angabe eines Zeitraums, dass die Pomoranen sich aus dem Stamm der Ljachen gebildet hätten, ebenso wie Polanen, Masowier und Lusitzer.
Wahrscheinlich waren dies die Bezeichnungen für die Herzogtümer Pommern, Masowien und Lausitz.

## 10. – 11. Jahrhundert
Ungefähr ab 991 wird das Gebiet zwischen Oder- und Weichselmündung vom Piastenherrscher Mieszko I. erobert.
997 wird erstmals die Bezeichnung Pomorie erwähnt, für einen „Dux Pomorie“ Herzog von Pomorie.
Im Jahr 1000 wird in Kolberg ein Bistum gegründet. Erster Bischof wurde Reinbern.
1005 entzog sich das Gebiet wieder der Kontrolle des polnischen Herzogs Bolesław Chrobry und Bischof Reinbern verließ Kolberg.
1046 wird ein Zemuzil Bomerianorum als erster namentlich bekannter Herrscher erwähnt.

## 12. Jahrhundert
Um 1123/24 unterwarf der – seit 1122 wieder Polen unterstehende – Pomoranenfürst Wartislaw I. auch Gebiete westlich der Oder auf ursprünglich liutizischem Gebiet.
Die Pomoranen wurden auf Bestreben des Fürsten durch den später heiliggesprochenen Bischof Otto von Bamberg in zwei Missionsreisen, 1124 (östlich der Oder) und 1128 (westlich der Oder) christianisiert. 1140 wurde das Bistum Wollin, das direkt dem Papst unterstand, durch Innozenz II. bestätigt. Um 1176 wurde es, während der pommersch-dänischen Kriege, nach Kammin verlegt und hieß fortan Bistum Cammin.
Ab dem Jahre 1164 nahmen die westlichen pomoranischen Fürsten aus dem Haus der Greifen ihr Land vom Sachsenherzog Heinrich dem Löwen zu Lehen, damit kam das spätere Herzogtum Pommern unter deutschen Einfluss. Der östliche, zur Weichsel hin gelegene Teil des pomoranischen Siedlungsgebietes kam unter polnische Hoheit. Bedingt u. a. durch die Entvölkerung ganzer Gebiete durch die Kriege des 12. Jahrhunderts (innerostseeslawische Kriege, Wendenkreuzzug, dänische Invasionen) förderten die pommerschen Herzöge die deutsche Ostsiedlung und traten 1181 dem Heiligen Römischen Reich bei.
Die eingesessenen Pomoranen sowie die Anfang des 12. Jahrhunderts unterworfenen Slawen westlich der Oder wurden in den folgenden Jahrhunderten zum größten Teil in die von deutschen Siedlern dominierte neue Gesellschaftsordnung integriert.
Bis heute leben die Nachkommen der alten Pomoranen, die Kaschuben, im östlichen Teil des Siedlungsgebietes rund um Danzig und Gdingen und konnten ihre sprachlichen und kulturellen Eigenarten bewahren.